# Lógica na China
Lógica Formal na China tem um lugar especial na história da lógica , devido à sua repressão e abandono - em contraste com a adoção forte antiga e continuidade no desenvolvimento do estudo de lógica na Europa, Índia e mundo Islâmico.

## Lógica Moista
Na China, um contemporâneo de Confúcio, Mozi, "Mestre Mo", é creditado como o fundador da escola Moista,
cujos cânones lidaram com as questões válidas de inferência e as condições de conclusões corretas. No entanto, eles foram improdutivos e não fizeram parte da ciência ou de matemática chinesas.
O escola moista de filosofia Chinesa continha uma abordagem lógica e argumentação que realça a analogia retórica sobre o raciocínio matemático, e é baseado em três fa, ou métodos de desenho distintos entre tipos de coisas.
Uma das escolas que cresceu a partir de Moismo, os Lógicos, são creditados por alguns estudiosos pelo início da investigação da lógica formal.

## A repressão do estudo da lógica
Durante a subsequente Dinastia Qin, a regra do Legalismo reprimiu esta linha de investigação moista,que tem sido dito ter desaparecido na China, até a introdução da filosofia indiana e lógica indiana por Budistas. Um proeminente estudioso sugere que a versão montada para a Biblioteca Imperial da Dinastia Han, provavelmente teria sido tão desorganizada quanto o texto atual, e, assim, teria sido apenas 'intermitentemente inteligível', na medida em que leitores atuais não consultam uma edição crítica. Em desacordo com Hajime Nakamura, Graham argumenta que a escola do Neo-Taoísmo mantinha algum interesse em Cânones, apesar de alguma parte da terminologia ser de difícil compreensão. Antes do final da Dinastia Sui, uma versão encurtada de Mozi apareceu, que parece ter substituído pela edição de Han. Embora o original de Mozi tinha sido preservado na Taoísta, e tornou-se conhecida mais uma vez na edição de Lu de 1552 e na edição de Tang de 1553, o dano já estava feito: os capítulos dialéticos (bem como os capítulos militares) foram considerados incompreensíveis. No entanto, com a ascensão da tradição acadêmica da crítica textual chinesa, o livro beneficiou-se dos comentários explicativos e críticos: primeiro, por Bi Yuan, e seu assistente, o Sol Xingyan; outro comentário por Wang Chong, que não sobreviveu; e 'o primeiro estudo especial,' por Zhang Huiyan; uma reedição da Parte B por Wu Rulun. No entanto, a cúpula desta ultima bolsa de estudos imperal, de acordo com Graham, foi o "magnífico" comentário do Sol Yirang, que "jogou aberto o santuário de Cânones para todos os cantos.". Graham resumiu a árdua história textual dos Cânones, argumentando que os Cânones foram negligenciados durante a maior parte da história da China; mas ele atribui esse fato a  acidentes "bibliográficos", ao invés de repressão política, como Nakamura.

## Lógica budista
O estudo de lógica na China, foi reavivado na transmissão seguinte do Budismo na China, que introduziu a tradição da lógica Budista que começou na lógica indiana. Lógica budista tem sido muitas vezes mal compreendida pelos estudiosos do Budismo Chinês, porque lhes falta o necessário conhecimento da lógica indiana.